# Cimulya
Cimulya is een bestuurslaag in het regentschap Kuningan van de provincie West-Java, Indonesië. Cimulya telt 1654 inwoners (volkstelling 2010).